# Ларами (окръг)
Окръг Ларами (на английски: Laramie County) е окръг в щата Уайоминг, Съединени американски щати. Площта му е 6962 km², а населението – 98 136 души (2016). Административен център е град Шайен.